# Dangerous Age
Dangerous Age es el octavo álbum de estudio de la banda de rock británica Bad Company, publicado el 23 de agosto de 1988. Es su segunda producción discográfica con el cantante Brian Howe y con el bajista Steve Price. El álbum ayudó al grupo a ganar popularidad de nuevo, especialmente con los sencillos "No Smoke Without A Fire", "One Night" y "Shake It Up", todos alcanzado el top 10 de las listas Billboard estadounidenses.

## Lista de canciones
1. "One Night" (Mick Ralphs/Terry Thomas)	(4:38)
2. "Shake It Up" (3:56)
3. "No Smoke Without a Fire" (4:33)
4. "Bad Man" (3:45)
5. "Dangerous Age" (Mick Ralphs/Terry Thomas) (3:45)
6. "Dirty Boy" (3:52)
7. "Rock of America" (3:55)
8. "Something About You" (4:17)
9. "The Way That it Goes" (Brian Howe/Mick Ralphs/Terry Thomas) (3:25)
10. "Love Attack" (Brian Howe/Mick Ralphs/Terry Thomas) (3:55)
11. "Excited" (4:32)

## Créditos
- Brian Howe – voz, saxofón
- Mick Ralphs – guitarra, teclados
- Simon Kirke – batería
- Steve Price – bajo